# Adam Voračický z Paběnic
Adam Voračický z Paběnic (německy Adam Woracziczky von Babienitz, † 1591) byl český šlechtic z rodu Voračických z Paběnic.

## Život
Narodil se jako syn Jana z Paběnic. Měl bratry Mikuláše (1525–1542 nebo 1547), Václava († po roce 1579), Petra a Buriana († po r. 1560).
Adam zastával úřad výběrčího Vltavského kraje. Vlastnil rodové panství a zámek v Prčici, který nechal přestavět v renesančním slohu. V roce 1569 koupil část Radíče.
Zemřel v roce 1591. Jeho rod pokračoval v potomstvu syna Jana Vojtěcha.

### Rodina
Byl ženatý s Annou Kaplířovou ze Sulevic, s níž měl syny Mikuláše, Jana Vojtěcha a Zdeňka a osm dcer. Jednou z nich byla Eva Polyxena († 2. června 1632), od roku 1594 provdaná za Humprechta III. Černína z Chudenic.

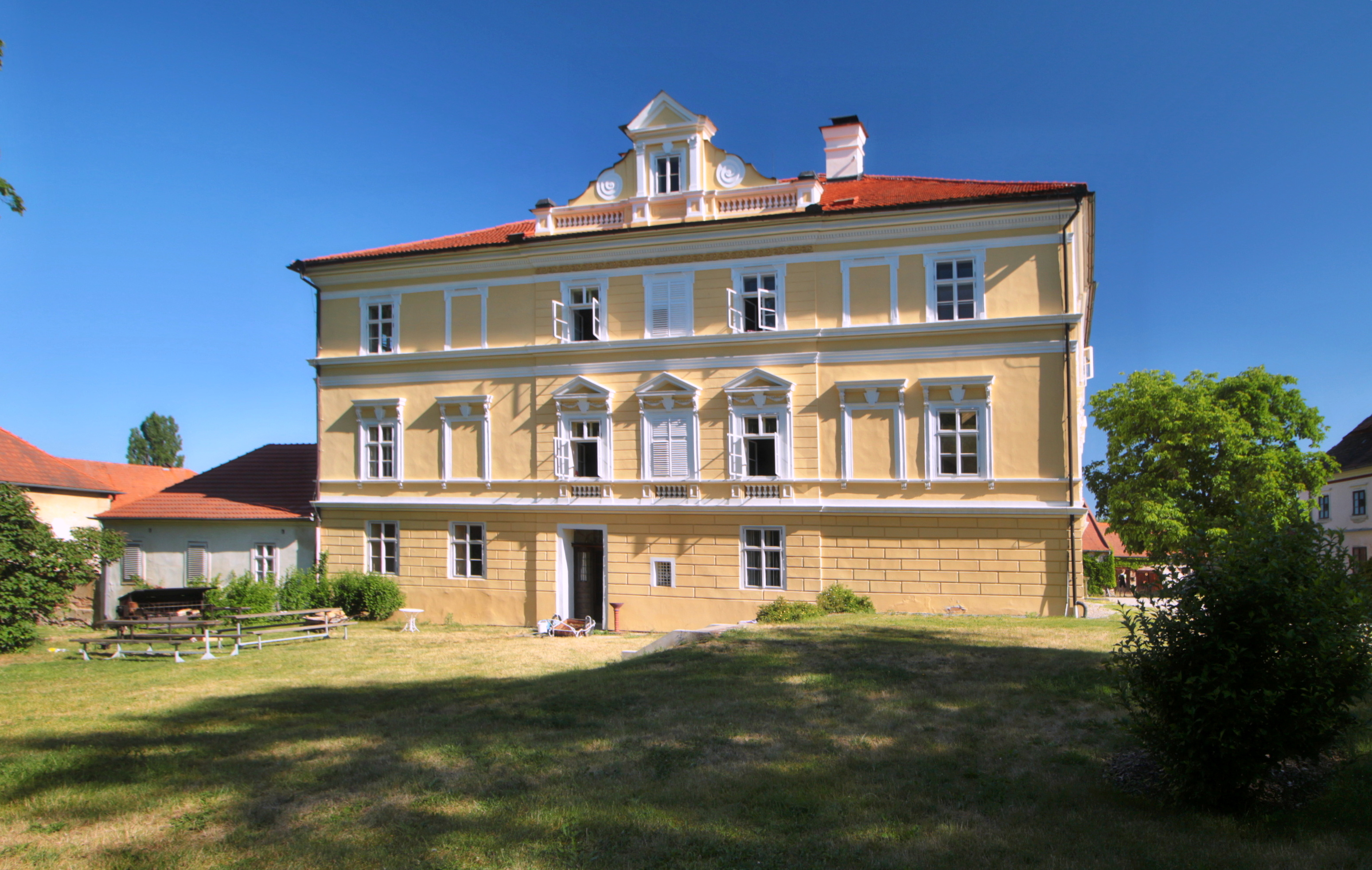
Prčický zámek

Jeho dcera Eva Polyxena přinesla panství Radenín a Choustník na Táborsku jako věno Černínům. Humprecht Černín před rokem 1605 od své tchyně Anny, tehdy už vdovy po Adamovi Voračickém, koupil polovinu městečka Prčice a od Adamových dědiců později dokoupil i druhou polovinu a usadil se v prčickém zámku. Prčici nakonec v roce 1612 prodal Janovi z Talmberka a jeho ženě Kunce z Říčan.